# Jennifer Heil
Jennifer Heil (Edmonton, 23 april 1983) is een voormalige Canadese freestyleskiester.
Heil acteerde voor het eerst op olympisch niveau tijdens de Olympische Winterspelen 2002 in Salt Lake City, waar ze vierde werd op het onderdeel moguls. Ze miste het brons op slecht één-honderdste punt. Het naolympisch jaar 2002/03 kwam ze niet in actie vanwege een blessure, maar in zowel 2003/04 als 2004/05 won ze de World Cup. Ook in het olympisch jaar 2005/06 eiste ze de wereldbeker op.
Tijdens de Olympische Winterspelen 2006 liet Heil er geen twijfel over bestaan en nam ze al in de kwalificatieronde de eerste plaats in handen. Daardoor mocht ze in de finaleronde als laatste starten. Titelverdedigster Kari Traa stond op dat moment wederom op de eerste plaats, maar met een goede techniek, onder andere een helikopter in de lucht en een snelle tijd wist Heil voor het eerst in haar carrière olympisch goud te pakken.

## Resultaten

### Olympische Spelen
| Jaar | Plaats         | Resultaten |
| ---- | -------------- | ---------- |
| 2002 | Salt Lake City | 4e Moguls  |
| 2006 | Turijn         | Moguls     |
| 2010 | Vancouver      | Moguls     |

### Wereldkampioenschappen
| Jaar | Plaats               | Resultaten               |
| ---- | -------------------- | ------------------------ |
| 2001 | Whistler             | 7e Moguls                |
| 2005 | Ruka                 | Dual Moguls · 5e Moguls  |
| 2007 | Madonna di Campiglio | Dual Moguls · Moguls     |
| 2009 | Inawashiro           | 10e Dual Moguls · Moguls |
| 2011 | Deer Valley          | Dual Moguls · Moguls     |

### Wereldbeker

#### Eindklasseringen
| Seizoen   | Algm   | MO     |
| --------- | ------ | ------ |
| 2000/2001 | 8e     | 4e     |
| 2001/2002 | 10e    | 6e     |
| 2003/2004 | 5e     | Goud   |
| 2004/2005 | 4e     | Goud   |
| 2005/2006 | Brons  | Goud   |
| 2006/2007 | Goud   | Goud   |
| 2008/2009 | Brons  | Zilver |
| 2009/2010 | Brons  | Goud   |
| 2010/2011 | Zilver | Zilver |

#### Wereldbekerzeges
| Datum            | Plaats               | Onderdeel   |
| ---------------- | -------------------- | ----------- |
| 3 maart 2002     | Inawashiro           | Moguls      |
| 19 december 2003 | Madonna di Campiglio | Moguls      |
| 17 januari 2004  | Lake Placid          | Moguls      |
| 29 februari 2004 | Špindlerův Mlýn      | Moguls      |
| 16 december 2004 | Tignes               | Moguls      |
| 15 januari 2005  | Lake Placid          | Moguls      |
| 29 januari 2005  | Deer Valley          | Moguls      |
| 6 februari 2005  | Inawashiro           | Moguls      |
| 11 februari 2005 | Naeba                | Moguls      |
| 18 december 2005 | Oberstdorf           | Moguls      |
| 28 januari 2006  | Madonna di Campiglio | Moguls      |
| 1 maart 2006     | Jisan                | Moguls      |
| 5 maart 2006     | Inawashiro           | Moguls      |
| 5 februari 2007  | La Plagne            | Moguls      |
| 6 februari 2007  | La Plagne            | Dual Moguls |
| 17 februari 2007 | Inawashiro           | Moguls      |
| 24 februari 2007 | Apex                 | Moguls      |
| 2 maart 2007     | Voss                 | Moguls      |
| 3 maart 2007     | Voss                 | Moguls      |
| 31 januari 2009  | Deer Valley          | Moguls      |
| 7 februari 2009  | Cypress Mountain     | Moguls      |
| 8 januari 2010   | Calgary              | Moguls      |
| 9 januari 2010   | Calgary              | Moguls      |
| 14 januari 2010  | Deer Valley          | Moguls      |
| 16 januari 2010  | Deer Valley          | Moguls      |